# Groene lantaarnhaai
De groene lantaarnhaai (Etmopterus virens) is een vis uit de familie Etmopteridae (volgens oudere inzichten de familie Dalatiidae) en behoort in elk geval tot de orde van doornhaaiachtigen (Squaliformes). De vis kan een lengte bereiken van 23 centimeter.

## Leefomgeving
De groene lantaarnhaai is een zoutwatervis. De vis komt voor op  een diepte tussen de 100 en 1000 meter onder het wateroppervlak, voor de kust bij Texas en Florida, in de Golf van Mexico en voor de kusten van Nicaragua en het noorden van Zuid-Amerika.

## Relatie tot de mens
De groene lantaarnhaai is voor de beroepsvisserij van geen belang.